# Bandeira da África do Sul
A bandeira nacional da República da África do Sul foi adotada em 27 de abril de 1994. A bandeira foi concebida pelo Armeiro de Estado, F. Brownell, em substituição à antiga Oranje, Blanje, Blou. Uma tentativa anterior de criar uma nova bandeira, pedindo sugestões ao público, não se revelou bem sucedida.
Apesar da sua novidade, a bandeira revelou-se um excelente símbolo nacional, mesmo entre os sul-africanos de pele branca, cuja bandeira veio substituir, e pode ser hoje vista com regularidade em eventos desportivos e afins.
As melhores formas de descrever a bandeira é como duas bandas horizontais de vermelho (topo) e azul, separadas por uma banda central [verde] que tem a forma de um Y horizontal, cujos braços terminam nos cantos do lado da tralha. O Y delimita um triângulo isósceles preto, separado dele por listras amarelas estreitas. As bandas vermelha e azul estão separadas da área verde por listras brancas estreitas.
As cores da bandeira tem cada uma seu significado. O vermelho significa o sangue do povo, o azul representa o céu, as cores preto e branco significam as raças negra e branca, o verde representa as florestas e o amarelo é ouro. A África do Sul é um dos maiores produtores do metal precioso no mundo. 
A forma de "Y" da bandeira se destaca por expressar um importante significado simbólico. É a representação de traços opostos que ao se cruzarem seguem o mesmo caminho. Dentro do contexto de derrubada do Apartheid o símbolo traz a ideia de que brancos e negros, antes separados e distintos, se unem para caminhar juntos.

## Cores
| Sistema Pantone | Sistema Pantone | RGB         | CMYK                   | Hex     | Cor têxtil                         |
| --------------- | --------------- | ----------- | ---------------------- | ------- | ---------------------------------- |
|                 | 3415 cd         | 0-124-89    | C100-M0-Y28.23-K51.37  | #007C59 | CKS 42 c Verde espectro            |
|                 | 4562cd          | 0-0-0       | C0-M0-Y0-K100          | #000000 | CKS 401 c Azul escuro              |
|                 | 73917cd         | 255-255-255 | C0-M0-Y0-K0            | #FFFFFF | CKS 701 c Branco bandeira nacional |
|                 | 1235 c          | 252-181-20  | C0-M28.17-Y92.06-K1.18 | #FCB514 | CKS 724 c Amarelo ouro             |
|                 | 179 c           | 226-61-40   | C0-M73.01-Y82.3-K11.37 | #E23D28 | CKS 750 c Vermelho chilli          |
|                 | Reflex blue c   | 12-28-140   | C91.43-M80-Y0-K45.1    | #0C1C8C | CKS 762 c Azul bandeira nacional   |

## Outras bandeiras

### Navais

#### Atual

2003-presente

1994-presente

#### Históricas

1922-1946
1946-1951
1951-1952
1952-1981
1981-1994

### Força aérea

#### Atual
- 2003-presente

#### Históricas

1920-1940
1940-1951
1951-1958
1958-1967
1967-1970
1970-1981
1981-1982
1982-1994
1994-2003

## Bandeiras históricas

Bandeira da África do Sul de 1910 a 1928
Bandeira da África do Sul de 1928 a 1994